# Campeonato Mundial de Ciclismo en Pista de 1961
El LVIII Campeonato Mundial de Ciclismo en Pista se celebró en Zúrich (Suiza) entre el 27 de agosto y el 13 de septiembre de 1961 bajo la organización de la Unión Ciclista Internacional (UCI) y la Federación Helvética de Ciclismo.
Las competiciones se realizaron en el Velódromo de Zúrich Oerlikon. En total se disputaron 8 pruebas, 6 masculinas (3 profesionales y 3 amateur) y 2 femeninas.

## Medallistas

### Masculino profesional
| Evento                 | Oro                     | Plata                   | Bronce                     |
| ---------------------- | ----------------------- | ----------------------- | -------------------------- |
| Velocidad individual   | Antonio Maspes · Italia | Michel Rousseau Francia | Joseph De Bakker · Bélgica |
| Persecución individual | Rudi Altig RFA          | Willy Trepp · Suiza     | Leandro Faggin · Italia    |
| Medio fondo            | Karl-Heinz Marsell RFA  | Paul Depaepe · Bélgica  | Max Meier · Suiza          |

### Masculinoamateur
| Evento                 | Oro                                    | Plata                        | Bronce                   |
| ---------------------- | -------------------------------------- | ---------------------------- | ------------------------ |
| Velocidad individual   | Sergio Bianchetto · Italia             | Giuseppe Beghetto · Italia   | Ronald Baensch Australia |
| Persecución individual | Henk Nijdam · Países Bajos             | Jacob Oudkerk · Países Bajos | Marcel Delattre Francia  |
| Medio fondo            | Leendert van der Meulen · Países Bajos | Siegfried Wustrow RDA        | Georg Stoltze RFA        |

### Femenino
| Evento                 | Oro                       | Plata                    | Bronce                           |
| ---------------------- | ------------------------- | ------------------------ | -------------------------------- |
| Velocidad individual   | Galina Yermolayeva URSS   | Valentina Maximova URSS  | Jean Dunn Reino Unido            |
| Persecución individual | Yvonne Reynders · Bélgica | Beryl Burton Reino Unido | Marie-Thérèse Naessens · Bélgica |

## Medallero
| Núm. | País         | Oro | Plata | Bronce | Total |
| ---- | ------------ | --- | ----- | ------ | ----- |
| 1    | Italia       | 2   | 1     | 1      | 4     |
| 2    | Países Bajos | 2   | 1     | 0      | 3     |
| 3    | RFA          | 2   | 0     | 1      | 3     |
| 4    | Bélgica      | 1   | 1     | 2      | 4     |
| 5    | URSS         | 1   | 1     | 0      | 2     |
| 6    | Francia      | 0   | 1     | 1      | 2     |
| 6    | Reino Unido  | 0   | 1     | 1      | 2     |
| 6    | Suiza        | 0   | 1     | 1      | 2     |
| 9    | RDA          | 0   | 1     | 0      | 1     |
| 10   | Australia    | 0   | 0     | 1      | 1     |
|      | TOTAL        | 8   | 8     | 8      | 24    |